# En røvsyg oplevelse
En røvsyg oplevelse er en dansk kortfilm fra 1969 med instruktion og manuskript af Lars von Trier.

## Handling
Et hverdagsdrama.